# Genre de jeu vidéo
 (janvier 2015).
Si vous disposez d'ouvrages ou d'articles de référence ou si vous connaissez des sites web de qualité traitant du thème abordé ici, merci de compléter l'article en donnant les références utiles à sa vérifiabilité et en les liant à la section « Notes et références ».
Un genre de jeu vidéo (ou type de jeu vidéo) est un ensemble de jeux vidéo caractérisés par un gameplay similaire. L'absence de consensus sur la normalisation des critères qui définissent les genres se traduit parfois par une incohérence de la classification des jeux. Elle n'est pas toujours systématique et peut varier radicalement selon les sources.
Les termes retenus ici sont, de manière générale, les plus souvent employés ; également, la présente liste n'est pas exhaustive. Chaque terme est suivi d'une brève description et d'exemples de jeux. De plus amples informations au sujet des genres vidéoludiques sont fournies dans les articles qui leur sont respectivement consacrés.
En raison de la part de subjectivité que requiert la classification des genres de jeu vidéo, il arrive fréquemment que plusieurs d'entre eux caractérisent un même jeu ; on parle alors de chevauchement. Par exemple, les jeux de la série The Legend of Zelda comportent des éléments à la fois d'action, d'aventure et de jeu de rôle. Le célèbre Diablo, ainsi que Vagrant Story et Baldur's Gate: Dark Alliance, sont des jeux de rôle et d'action. Les Dark Souls sont des jeux de rôle et d’action mais apportent quelque chose en plus, si bien qu’on utilise des termes plus spécifiques comme « Souls-like ». Enfin, les survival horror tels que Resident Evil et ses suites amalgament le jeu de rôle et le jeu de tir à la troisième personne. Ce chevauchement est chose commune dans le monde du jeu vidéo et les exemples sont nombreux, en particulier au fur et à mesure que celui-ci se diversifie et mute à travers le temps.

## Action
Tout jeu vidéo faisant appel de la part du joueur à une mise à l'épreuve de ses réflexes et de son habileté à diriger l'avancement de la partie à travers le temps et l'espace du jeu correspond à un jeu d'action. Ce genre de jeu est très ancien, le tout premier exemple datant de 1947, appelé Cathode-ray tube amusement device. Les jeux d'actions constituent une très vaste catégorie du jeu vidéo qui regroupe des titres variés, eux-mêmes classés en plusieurs sous-catégories.

### Combat
Les jeux de combat regroupent l'ensemble des jeux d'action dans lesquels le joueur incarne un combattant disposant de multiples prises et coups. Pour maîtriser le jeu, celui-ci doit les apprendre et être capable de les produire au sein d'enchaînements de techniques dans le but de vaincre les ennemis rencontrés et a contrario d'éviter, esquiver, parer et bloquer les attaques que ceux-ci utilisent contre lui.
Les jeux de combat, également appelés « jeux de baston » ou « versus fighting » dans le jargon des joueurs francophones, mettent en scène des confrontations entre au minimum deux personnages dans un espace fermé (ring, arène, etc.). L'adversaire peut être contrôlé par un autre joueur ou par l'intelligence artificielle de l'ordinateur. Chaque personnage possède ses caractéristiques propres : style de combat, armes, points faibles, points forts, vitesse de déplacement et d'enchaînement des coups, résistances aux coups, etc. Les arts martiaux, qu'ils soient réels ou fictifs, sont omniprésents dans les jeux de combat.
Dans la majorité des cas, les protagonistes joués disposent d'une barre de vie qui diminue en fonction de la puissance des coups et prises reçus. Le combat prend fin soit lorsque la barre d'un des combattants est nulle, soit lorsque le compteur à rebours de temps (pour les jeux dont les combats sont chronométrés) atteint 0. Dans ce cas de figure, le vainqueur décrété est le joueur dont le combattant aura la barre de vie la plus haute. Un des exploits visé dans le jeu de combat est le « perfect », qui consiste à remporter une manche de combat en réduisant à 0 la barre de vie de son adversaire, tout en maintenant la sienne intacte. Néanmoins, ce système de barre de vies, même s'il reste majoritaire, n'est pas nécessairement l'unique manière de départager les joueurs au sein de ce genre de jeux. La série Super Smash Bros. en particulier est une exception notable pour imposer un système de compteur de dégâts reçus qui, plus il est élevé, plus les coups portés projettent au loin l'adversaire ; le but étant de l'expulser des limites de l'écran. Cette série, non contente de modifier uniquement le principe de gestion des coups, chevauche très fortement sur les jeux de plateformes, au point de faire du choix des niveaux non plus un simple élément de décors et de musique, mais une véritable zone stratégique à exploiter pour les déplacements. L'avenir dira si cette série inaugure un nouveau sous-genre du jeu de combat, où s'il s'agit juste d'une exception au sein de cet ensemble.
Ordinairement, les confrontations se déroulent de profil et malgré l'avènement de la 3D et du pas latéral, le style de jeu est demeuré sensiblement le même avec des combats se déroulant sur un même plan, même s'il existe des jeux de combat en 3D intégrale ou les combattants sont libres de se mouvoir dans tout l'espace alloué (Bushido Blade, War of the Monsters…). Les enchaînements de coups ou combos, effectués par la pression dans un ordre précis des boutons de la commande de contrôle par le joueur, est un élément caractéristique du jeu de combat. Ils permettent de mettre en place des prises, coups spéciaux ou techniques imparables. Ceux-ci peuvent aussi bien être des prises réalistes que physiquement impossible, recourant souvent à des exagérations dans la force appliquée aux coups, la vitesse des mouvements, la hauteur des sauts et jusqu'à l'utilisation de forces magiques ou psychiques (télékinésie, projection de flammes, d'onde d'énergie, etc.). Le réalisme des jeux de combat est également peu de mise en ce qui concerne l'impact que devraient avoir les coups sur les combattants. C'est en particulier notable pour les jeux dont les adversaires utilisent des armes blanches ou contondantes qui normalement devraient trancher dans les chairs ou broyer les membres de l'adversaire. Or dans la majorité des cas, les coups portés ne provoquent aucun dégât visible, ni blessure, détérioration des vêtements portés, fractures, coupures, amputation ou autres blessures notables (bien qu'il existe des jeux opérant dans ce registre). Les coups portés et, quelle que soit leur dangerosité réelle se traduisent le plus souvent par un bruit caractéristique d'un choc brutal, un éventuel cri de douleur de celui qui le reçoit, et une projection momentanée en arrière de ce dernier. Certains jeux de combats peuvent également mettre momentanément hors conscience un personnage ayant reçu trop de coups. Celui-ci devient incontrôlable par le joueur durant un court laps de temps.
D'un point de vue strict les simulations de combats sportifs comme la boxe, le catch ou l'UFC sont normalement des jeux de combat, mais ont tendance à être classés parmi les jeux de simulation sportive.
Le jeu de combat apparaît pour la première fois en 1976 lorsque Sega commercialise Heavyweight Champ[réf. nécessaire], qui sera suivi dans les années 1980 par d'autres titres du même genre (International Karate, Urban Champion, Punch-Out!!, etc.). Karate Champ, sorti en 1984 sur borne d'arcade sera le premier jeu à introduire le gameplay moderne du jeu de combat, mais la popularité de ce style de jeu croît de manière vertigineuse avec la sortie de Street Fighter II au début des années 1990, un jeu qui a massivement popularisé les jeux de combat dans le monde entier. Depuis, ce genre vidéo-ludique suscite toujours l'intérêt chez de nombreux joueurs, et des sorties régulières de nouveaux titres se poursuivent encore à ce jour[Quand ?]. Ce genre de jeux représente l'une des disciplines phare des compétitions du jeu vidéo.
Liste de séries de jeux de combats emblématiques : 
- Street Fighter
- Fatal Fury
- The King of Fighters
- Samurai Shodown
- Virtua Fighter
- Tekken
- Soul Calibur
- Dead or Alive
- Marvel vs. Capcom
- Darkstalkers
- Super Smash Bros.
- Mortal Kombat
- Guilty Gear

#### Beat them all
Les beat them all (ou encore beat' em up ou jeux de combat à progression) sont un sous-genre des jeux de combat. À la différence de ceux-ci, le joueur doit combattre de nombreux ennemis répertoriés en différentes catégories et classes, tout en progressant à l'intérieur de niveaux non fermés et à la difficulté croissante, généralement ponctués par un combat contre un Boss final. La coopération à deux joueurs (ou plus) est fréquente, chacun contrôlant un personnage. Parsemés à divers endroits sur le sol, nombre d'objets et bonus sont récupérables afin de faciliter la progression. Les techniques et combos sont également nettement moins présents que dans le jeu de combat classique, et lorsqu'ils existent, ces derniers sont en petit nombre et en général beaucoup plus simples à produire. Ce genre vidéo-ludique, dont le premier représentant connu fut Kung-Fu Master de Irem sur borne d'arcade en 1984, a été popularisé en 1987 par la sortie de Double Dragon, menant à une plus vaste commercialisation de jeux au gameplay semblable.
Les années 1980 et la première moitié des années 1990 (ère des consoles de 3e et 4e génération) représentent l'âge d'or du genre, où les licences se multiplient, de même que leurs suites. La majorité des jeux ont alors tendance à situer l'action dans un environnement urbain, où les protagonistes incarnés par le joueur sont des justiciers qui doivent affronter des légions de gangs, punks, voyous, prostituées et trafiquants qui infestent les niveaux, les joueurs ne pouvant continuer à progresser tant qu'il ne les ont pas tous éliminés. Toutefois certains beat them all de cette époque se déroulent dans d'autres univers, comme c'est le cas avec Golden Axe, dont l'action est située dans un monde d’heroic fantasy. Le terme de « jeu de baston » est régulièrement employé dès les années 1980 par le public francophone pour désigner ce genre de jeu, alors nettement plus populaire que le jeu de combat au sens strict qui lui ne connaîtra ses heures de gloire qu'au début des années 1990. C'est pour cette raison que le terme générique de « jeux de baston » fut employé pour désigner également les jeux tels que Street Fighter II: The World Warrior qui, bien que n'étant pas des beat them all, répondaient à l'image que les joueurs francophones se faisaient du jeu de combat en général.
Des critiques apparaissent dans le courant des années 1990, dénonçant les beat them all alors accusés d'être répétitifs, ennuyeux et se ressemblant tous. Ces accusations sont en partie vérifiables auprès des marchés, car dans la seconde moitié des années 1990 (ère des consoles de 5e génération), les beat them all se font plus rares, et suscitent beaucoup moins l'attention des joueurs, la transition de la 2D à la 3D ayant du mal à prendre auprès du marché pour ce genre de jeu. Il faut attendre le début des années 2000 pour voir revenir sur le devant de la scène les beat them all, non sans quelques modifications par rapport à leurs aînés. Les beat them all en effet se sont vus largement intégrés aux jeux d'action-aventure où les niveaux en 3D supplantent les niveaux à progression en 2D, avec un scénario beaucoup plus travaillé sous forme d'une large quête ponctuée de cinématiques. Le combat rapproché coexiste maintenant avec les puzzles, labyrinthes, coups de feu et missions, et l'univers est beaucoup plus orienté vers la fantasy qu'il ne l'était à l'époque.
Si aujourd'hui le beat them all est devenu une sous catégorie chevauchant le jeu d'action-aventure, il n'en reste pas moins qu'à la fin des années 2000 ont commencé à émerger quelques jeux issus de la mouvance du beat them all traditionnel remis au goût du jour, et qui laissent entrevoir un retour du genre dans les productions modernes. C'est par exemple le cas de Scott Pilgrim contre le Monde : Le Jeu.
Liste de séries de Beat them all classiques emblématiques : 
- Double Dragon
- Splatterhouse
- Final Fight
- Streets of Rage
- Golden Axe
- Teenage Mutant Ninja Turtles (une partie des jeux)
- Nekketsu Kōha Kunio-kun

Liste de séries d'action-aventure de genreZ Beat them all emblématiques : 
- God of War
- Viewtiful Joe
- Dynasty Warriors
- Ninja Gaiden (à partir des années 2000)
- Devil May Cry

### Plateformes

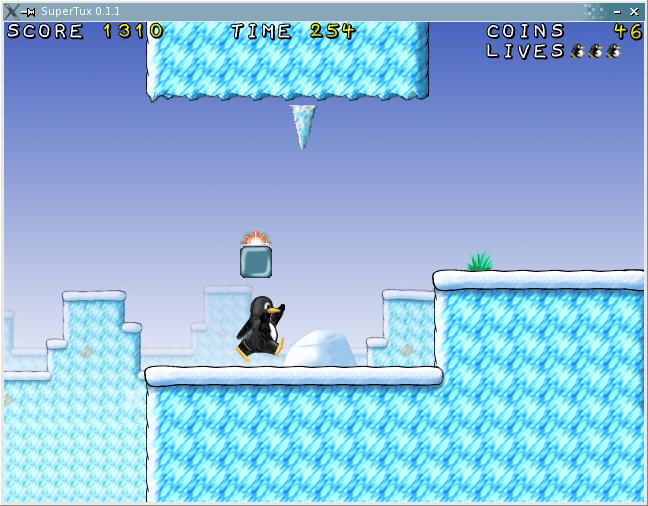
SuperTux, un clone de Super Mario Bros.

Les jeux de plateformes sont des jeux d'action dans lesquels le joueur contrôle un personnage évoluant dans des niveaux où une part prépondérante du déplacement s'effectue par la maîtrise de sauts d'une platforme suspendue à une autre, mais aussi pour franchir des obstacles, des fosses, ainsi que divers « pièges » tendus et d’éventuels ennemis. Dans certains jeux de plateformes, le personnage peut disposer en complément d'actions supplémentaires, le plus souvent d'une ou plusieurs de fonctions d'attaques visant à se débarrasser des ennemis qui parsèment les niveaux. Il peut très occasionnellement exister des jeux de plateformes ou le personnage ne peut pas sauter, mais plutôt nager ou rebondir à travers le niveau par exemple. Néanmoins les niveaux comporteront des plateformes quoi qu'il arrive, afin de délimiter un espace de mobilité du personnage joué, ou de faire office de support pour celui-ci, ses ennemis ou objets éventuels. Au fil de leur évolution dans le temps, un certain nombre de jeux de plateformes ont chevauché avec d'autres genres tels que les jeux de tir, les RPGs ou les jeux d'action aventure au point de constituer aujourd'hui un genre parfaitement hybride.
Plusieurs phases historiques marquent le développement des jeux de plateformes :
- Première époque : L'ère des jeux préscrolling (1980-1984)

Les jeux de plateformes apparaissent en 1980 avec le jeu d'arcade Space Panic, dans lequel un personnage qui ne peut pas sauter (mais peut chuter), doit évoluer via des échelles entre différentes plateformes sur lesquelles rodent des monstres. La particularité dont disposait ce jeu était de ne présenter ses différents niveaux que sur un seul et unique écran. Le jeu qui popularisera définitivement le genre sera Donkey Kong en 1981 qui introduira pour la première fois une technique de gameplay qui deviendra quasi systématique pour le genre : la commande de saut. S'ensuit une vague de jeux dans lequel le scrolling du niveau est absent (Joust, Lode Runner, Mario Bros., Chack'n Pop…). Une autre tentative d'avancée dans ce secteur sera la mise en place de niveaux s’étalant sur plusieurs écrans via une transition entre chacun d'entre eux : à chaque fois que le personnage joué sort des limites de l'écran, un nouvel écran s'affiche contenant une autre zone du niveau. Pitfall! sorti sur Atari 2600 en 1982 sera le premier jeu de plates-formes à introduire ce genre d'affichage. Avec l'apparition des jeux à scrolling ce genre primitif de jeux de plates-formes, n'affichant qu'un niveau par écran ou alors un niveau divisé entre de multiples écrans transitionnels, tendront à disparaître. Mais certaines licences continueront de les mettre malgré tout et avec succès au goût du jour, comme Bubble Bobble où Prince of Persia.
- Seconde époque : Le scrolling et le succès international des jeux de plateformes (1984-1989)

Le scrolling, ou défilement parallaxe fait sa première apparition dans les jeux de plateformes en 1981 sur borne d'arcade avec le titre Jump Bug, un jeu empruntant également des éléments au shoot them up. Ce jeu, bien qu'utilisant la commande de saut, ne rencontrera pas un immense succès, le public lui préférant largement le célèbre Donkey Kong qui pourtant n'a pas de scrolling. En 1982, Taito et Irem rééditent cette nouveauté avec leurs titres respectifs Jungle King et Moon Patrol sur arcade, et l'année suivante voit la sortie de B.C.'s Quest for Tires sur Colecovision. Le scrolling étant alors essentiellement utilisé pour des jeux de tir, où des jeux de course, le succès de ces titres est plutôt mitigé, d'autant plus que les commandes de sauts ne sont pas des plus précises et fluides.
C'est en 1984 que commence réellement la vague des jeux de plateformes à scrolling avec des jeux tels que Pac-Land, The Legend of Kage ou Flicky. Mais c'est 1985 qui est l'année où le jeu de plateformes à scrolling va réaliser une très puissante percée sur le marché avec la sortie de Super Mario Bros. sur Famicom. Le titre va définir pour les années à suivre la fluidité des contrôles et le level design du genre. Ce jeu ouvre une période d'environ 10 ans où les jeux de plates-formes compteront parmi les meilleurs succès du marché du jeu vidéo. Super Mario Bros. culminera d'ailleurs très longtemps au sommet des classements des ventes avec plus de 40 millions de copies vendues dans le monde. À la suite de ce titre phare, de très nombreux jeux reprenant ses mécanismes de base se multiplieront dans les années qui suivent. Des titres tels Metroid, Wonder Boy, Alex Kidd in Miracle World, Mega Man, Ghosts'n Goblins ou Shinobi inaugurent le début de séries légendaires dans le monde du jeu de plates-formes, et particulièrement sur les consoles de salon.
- Troisième époque : L'âge d'or des jeux de plateformes 2D (1989-1995)

L'avènement des consoles 16-bit marque l'âge d'or des jeux de plateformes, même si ordinateurs et bornes d'arcades seront eux aussi le support de certains titres remarquables. Les personnages et les ennemis voient la qualité de leurs graphismes, détails et animations grandement poussés. Les décors s'enrichissent et les sons deviennent de plus en plus subtils. Le level design est de plus en plus minutieusement calculé, avec une difficulté globalement revue à la baisse du fait du développement de bêta-tests au sein des studios de développement, et l'aventure est de plus en plus scénarisée pour certaines licences où des dialogues et des interruptions animées font leur apparition en cours de jeu. La plupart des titres ayant particulièrement plus au public sur les précédents supports voient leur succès confirmé sur ces nouvelles plateformes, et s'installent dans le paysage vidéo ludique comme des titres incontournables (cette dernière remarque n'est pas uniquement valable que pour les jeux de plates-formes, mais pour un grand nombre de jeux étant parus sur cette période). Parmi les titres les plus notables de cette époque, on distinguera Sonic the Hedgehog, Super Mario World, Bonk's Adventure, Strider, Prince of Persia, Flashback: The Quest for Identity, Another World, Donkey Kong Country, Mega Man X, Ristar, Turrican, Super Metroid, Earthworm Jim, Rocket Knight Adventures, Shadow Dancer, Shadow of the Beast, Ghouls'n Ghosts, Aladdin ou Vectorman pour ne citer que ces derniers.
- Quatrième époque : L'avènement de la 3D et le déclin de la 2D (1996-2000)

L'introduction de la 3D dans le monde vidéo-ludique ne démarre pas en 1996, mais elle aura eu du mal à s'adapter au monde des jeux de plateformes auparavant. Les premières tentatives remontent aux années 1980 avec la mise en place de la perspective isométrique dans certains jeux de plateformes, dont le plus ancien connu est Congo Bongo de Sega en 1983. La même année, Konami sort le jeu Antarctic Adventure qui pour la première fois autorise une perspective en pseudo 3D pour un jeu de plateformes. Ces deux styles de perspectives introduites dans le monde de la platforme resteront les références et plusieurs autres jeux sortiront dans les années 1980 et début des années 1990 basés sur ces styles (Snake Rattle 'n' Roll, 3-D WorldRunner…).
En ce qui concerne le développement des jeux de plateformes en 3D véritable, c'est sur la période des années 1990 qu'il faut se pencher. Certes, en 1983, le jeu d'Atari I, Robot sur borne d'arcade était entièrement modélisé en 3D et combinait un gameplay oscillant à la fois entre le shoot them up et la platforme. Cet ovni vidéo-ludique mis à part, le premier jeu de plateformes exclusif entièrement en 3D est dû à Infogrames, qui en 1990 sortent le jeu Alpha Waves. Les graphismes très sommaires du jeu et très polygonaux, couplé à un gameplay peu précis et l'absence de positionnement de la caméra ont fait que ce jeu est passé à côté du grand public alors que les grosses productions en 2D explosaient à cette époque.
L'avènement de la 3D a quelque peu diminué l'intérêt des joueurs pour le jeu de plateformes, initialement très marqué jusqu'à présent par le monde de la 2D, mais le genre est malgré tout resté toujours commercialement viable : l'arrivée en 1996 de Super Mario 64 sur la Nintendo 64 aura conquis le public et prouvé que le jeu de plates-formes restait tout à fait viable sur les nouveaux supports. Le jeu de plates-formes 3D continuera à fortement laisser sa trace durant la seconde moitié des années 1990 et la première moitié des années 2000, mais subira un déclin relatif par la suite. La cause en est essentiellement la montée en popularité des jeux d'action-aventure, dont le haut rendu graphique que pouvaient désormais produire les supports de l'époque, combinés à un scénario et une mise en scène désormais digne des productions cinématographiques, tendait à remiser au loin ce type de jeux de plates-formes 3D classiques dont la finalité essentielle reste avant tout de franchir des obstacles à travers un niveau prédéfini. Néanmoins, la seconde moitié des années 2000 verra paradoxalement le retour en grâce du jeu de plates-formes 2D, qui avait toujours gardé sa niche de fans malgré l'avènement de la 3D, et ceci via des séries clés (Castlevania, Mega Man, Oddworld, Metroid…). Le jeu New Super Mario Bros. sur Nintendo DS en 2006 marque cette remise au goût du jour de la 2D auprès d'un plus grand public, qui depuis n'a cessé de plébisciter le genre à travers de multiples séries (LittleBigPlanet, Kirby, Rayman…).
Traditionnellement, les jeux de plates-formes étaient en deux dimensions et l'environnement était vu de profil. Le personnage contrôlé par le joueur devait simplement atteindre la fin du niveau en bravant tous les dangers. L'environnement en 3D des jeux de plateformes récents accroît la liberté de mouvement et rend plus difficile la perception des distances. Aujourd'hui, les jeux de plateformes en défilement subsistent encore sur les consoles portables tels que New Super Mario Bros. pour la Nintendo DS et Ultimate Ghosts'n Goblins pour la PSP.
Exemples de jeux : Alex Kidd, Crash Bandicoot, Donkey Kong Country, Kirby, Prince of Persia, Rayman, Sonic the Hedgehog 2, Spyro the Dragon ou Super Mario Bros.

### Tir
Un jeu de tir est un jeu d'action qui demande au joueur d'être capable, à partir du personnage/véhicule qu'il contrôle, de tirer sur les adversaires qui parsèment les niveaux avec sa ou ses armes/pouvoirs/projectiles pour les neutraliser. Le joueur devra également veiller à se déplacer suffisamment rapidement pour se mettre à couvert ou éviter les tirs ou attaques au corps à corps de ses ennemis.
Dans certains cas, le jeu de tir ne doit pas être confondu avec les jeux de plateformes dont le personnage attaque en tirant (par exemple : Blaster Master) ni avec un jeu d'action aventure dont le personnage peut tirer (par exemple : GTA).
Ce qui différencie le jeu de tir de ces autres genres, c'est que dans ces derniers, le fait d'avoir à tirer pour attaquer n'est qu'un des aspects secondaires du jeu : dans un jeu de plateformes, le point central du jeu est de se déplacer de plateformes en plateformes et de progresser vers la fin du niveau ; dans un jeu d'action aventure, l'aspect central du jeu est d'explorer des niveaux tout en faisant avancer le scenario. On peut être amené à tirer sur des ennemis dans ces jeux, mais ce sera à chaque fois dans l'optique de remplir les objectifs centraux. Dans un jeu de tir, au contraire, l'aspect central est et restera toujours de se mouvoir le plus rapidement possible tout en abattant le plus possible d'ennemis avant qu'ils ne vous abattent.

#### Tir à la première personne

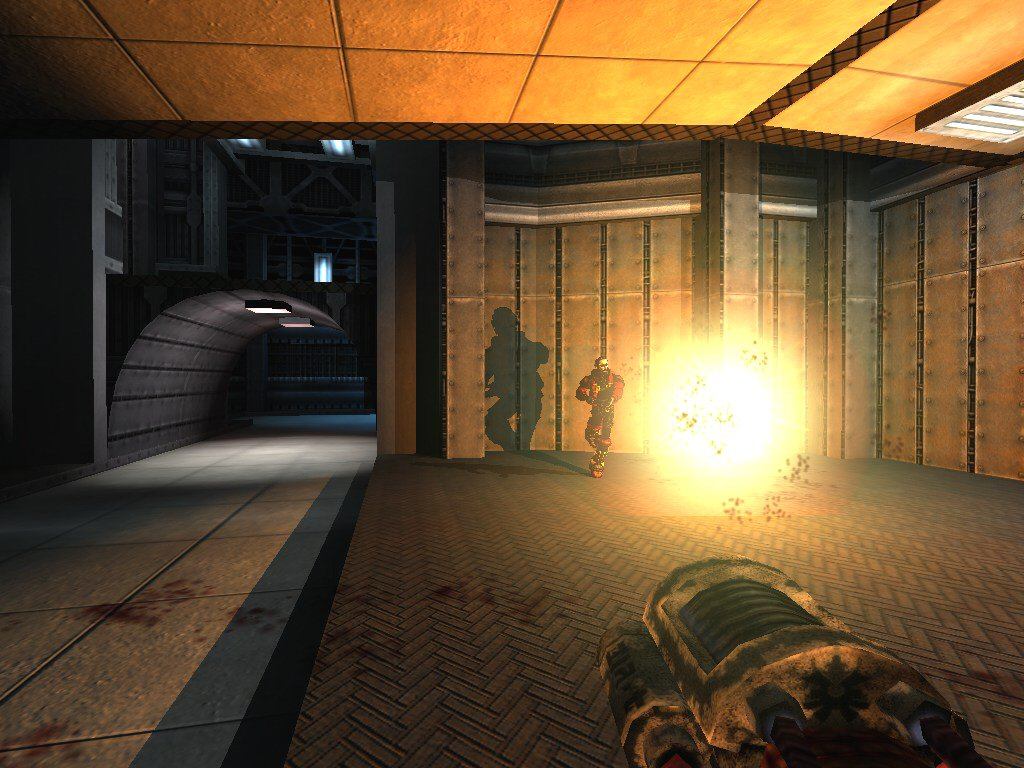
Nexuiz, un jeu de tir à la première personne utilisant un moteur de jeu dérivé de celui de Quake.

Les jeux de tir à la première personne (ou FPS pour First-Person Shooter) sont basés sur une visée et des déplacements à la première personne. Cette perspective a pour but de donner l'impression au joueur « d'être là », à la place du personnage tenant l'arme et voyant exactement ce qu'il voit, générant ainsi une forte identification accentuée par des graphismes en trois dimensions. Le gameplay est de manière générale rapide et requiert de bons réflexes. Si les FPS sont des jeux de tir, toutes les armes utilisées ne le sont pas forcément : il peut s'agir d'armes de corps à corps telles que des couteaux, des pieds de biche ou des sabres lasers, bien que ces derniers ne constituent qu'une petite partie de l'arsenal qui lui est très souvent plus orienté vers les armes de tirs.
Le genre est apparu tardivement, par nécessité de la 3D en vue en temps réel. Le premier FPS connu du grand public, Wolfenstein 3D est l'initiateur du genre, mais c'est le jeu Doom, qui en son temps a marqué mondialement le genre par ses graphismes et son ambiance. Nombre de techniques astucieuses ont été utilisées afin que le jeu puisse être joué à une vitesse appréciable sur un ordinateur standard. Depuis Doom, les FPS proposent majoritairement un mode multijoueur.
Ce genre vidéoludique a longtemps été l'apanage du PC, du fait de la puissance des cartes vidéo permettant de jouer avec les meilleures configurations graphiques possibles et de l'utilisation de la souris, qui permet plus facilement des mouvements fluides et précis en trois dimensions. Toutefois, avec la sortie de GoldenEye 007 sur la Nintendo 64, qui proposait pour l'époque des effets 3D et un mode multijoueur innovant, la console de salon a su prouver qu'elle pouvait être un support tout à fait acceptable. Les puristes restent toutefois, faute de maniabilité, attachés au jeu de tir sur PC, la souris restant malgré tout plus précise et maniable que les manettes des consoles qui donnent un gameplay moins précis et plus saccadé.
Longtemps, le scénario des jeux de tir à la première personne était secondaire et c'étaient la jouabilité, la violence du jeu et la beauté des graphismes qui primaient. Puis, vers la seconde moitié des années 1990, le mode solo de quelques jeux de tir commença à intégrer une scénarisation plus poussée : un briefing manuscrit au début des missions, des informations à lire dans des éléments du jeu, des dialogues textuels durant les missions, puis des cinématiques entre les missions puis des dialogues sonores durant le jeu.
Mais le véritable tournant dans le genre reste Half-Life en 1998, qui le premier a fait d'un jeu de tir à la première personne une véritable aventure ininterrompue du début à la fin, où le héros devait en plus de se battre, interagir avec des personnages du jeu, assister à des événements clé, déclencher des opérations techniques. Depuis de très nombreux développeurs ont fait chacun à leur tour des jeux très scénarisés, faisant d'eux des jeux pouvant s'apparenter de plus en plus à de véritable jeux d'action-aventure.
Chaque nouvelle génération de FPS repousse sans cesse la limite du réalisme visuel frisant parfois le photoréalisme et les réactions physiques réelles.
Certains jeux de tir à la première personne ne sont jouables qu'en multijoueur (en réseau ou sur Internet) tels que Wolfenstein: Enemy Territory ou Counter-Strike.
Exemples de jeux : Doom, Wolfenstein, Half-Life, Counter-Strike, Unreal Tournament, Battlefield 1942, Quake, Duke Nukem, Far Cry, Halo, GoldenEye 007, Left 4 Dead, Crysis ou Homefront.

#### Shoot them up

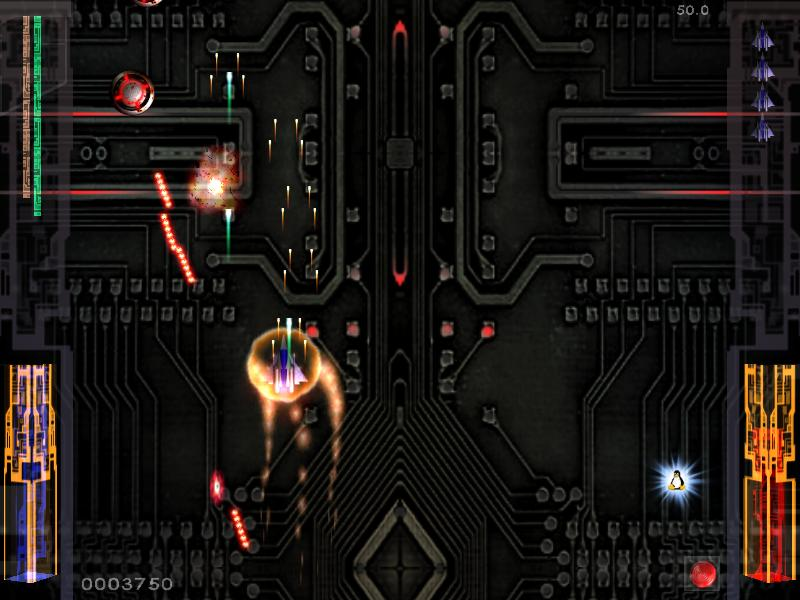
Chromium BSU, un shoot them up à défilement vertical.

Les shoot them up sont parmi les plus anciens jeux de tirs créés dans l'histoire du jeu vidéo. Caractérisés par une vue objective du vaisseau ou du personnage contrôlé par le joueur. Le but du jeu est de détruire les ennemis tout en esquivant leurs tirs. Le gameplay requiert une bonne dose de réflexes, et beaucoup de licences sont réputées pour être d'une difficulté extrême, obligeant le joueur à connaître parfaitement les vagues d'ennemis et d'enchaînement d'obstacles qui se présentent à lui, et à positionner son vaisseau/personnage au pixel près.
De façon générale, ce genre de jeu se découpe en plusieurs niveaux à la difficulté croissante, chacun se terminant par l'affrontement avec un boss. Très souvent le vaisseau/personnage peut être amélioré en cours de jeu en ramassant des objets (« power up » dans le jargon des joueurs) qui améliore les capacités (puissance de feu, portée des lasers, nombre de tirs à la seconde, etc.).
Depuis l'entrée dans le XXIe siècle, la plupart des shoot'em up sont passés à la troisième dimension, mais le gameplay demeure le même : les décors sont modélisés en 3D et leur défilement donne l'impression qu'on se déplace dans un environnement 3D alors que le véhicule/personnage ne fait qu'évoluer sur un plan (par exemple : Ikaruga). Le genre reste toutefois intimement lié à la période des premières consoles jusqu'à la quatrième génération et connaît une perte de vitesse sur le marché du jeu vidéo depuis l'avènement de la 3D.
La PC-Engine est une console de jeu réputée pour avoir disposée d'une très grande ludothèque de shoot'em up.
Exemples de jeux : Space Invaders, R-Type, Gradius ou Radiant Silvergun.

#### Rail shooter
Le rail shooter est une forme dérivée de shoot them up mais dont le but est cette fois-ci de détruire les ennemis en suivant un parcours prédéfini modélisé par un couloir virtuel qui avance au sein des décors et dont le joueur ne peut s'échapper. Ce genre de jeu, bien que découlant directement du Shoot'em up en a perdu toutefois le caractère propre puisqu'il s'agit d'un genre hybride entre deux types de jeux. On distingue ainsi deux grandes catégories de rail shooters :
- Les rails shooters à la première personne : genre hybride entre un FPS et un Shoot'em up, ce type de rail shooter nous met en même condition visuelle que dans un FPS. On ne contrôle toutefois pas son personnage, mais uniquement le réticule de visée de l'arme, grâce auquel on tire sur les ennemis qui apparaissent à l'écran. Il est toutefois possible en cours d'aventure de choisir un parcours particulier parmi un autre lorsque cela se présente. Il n'est pas également impossible qu'en cours de progression dans le couloir virtuel, à certains moments, le jeu ait été programmé pour vous faire tourner brusquement la tête vers le haut, ou vous retourner tout en continuant à avancer le long du couloir virtuel : ces événements combinés à l'apparition brusque d'ennemis à l'endroit où vous regardez contribue à amplifier l'action et l'impression d'être attaqué de toutes parts. Populaire sur arcade et sur les premières consoles 3D, ce genre a eu tendance à s’essouffler lors du passage à l'an 2000, avant de revenir au goût du jour en particulier avec la Wiimote de la Wii, particulièrement adaptée à ce genre de jeux. The House of the Dead ou Time Crisis en sont les exemples les plus réputés.
- Les rails shooters volants : genre hybride entre un shoot'em up et un simulateur de vol, on avance toujours le long d'un couloir virtuel aux commandes d'un vaisseau spatial (Star Fox, Galaxy Force), d'un chasseur de combat (After Burner), ou d'un personnage en Jet pack (Space Harrier, Sin & Punishment) mais cette fois-ci, on peut contrôler le décalage de haut en bas et de droite à gauche au sein du scrolling 3D. Ce type de rail shooter vous autorise donc à faire des manœuvres d'évitements de tirs ou d'obstacle, tout en vous obligeant à vous positionner convenablement pour aligner votre tir.

Exemple de jeux : The House of the Dead, Time Crisis, Virtua Cop, After Burner, Galaxy Force, Star Fox, Sin and Punishment: Hoshi no Keishōsha ou Space Harrier

#### Tir en vue objective

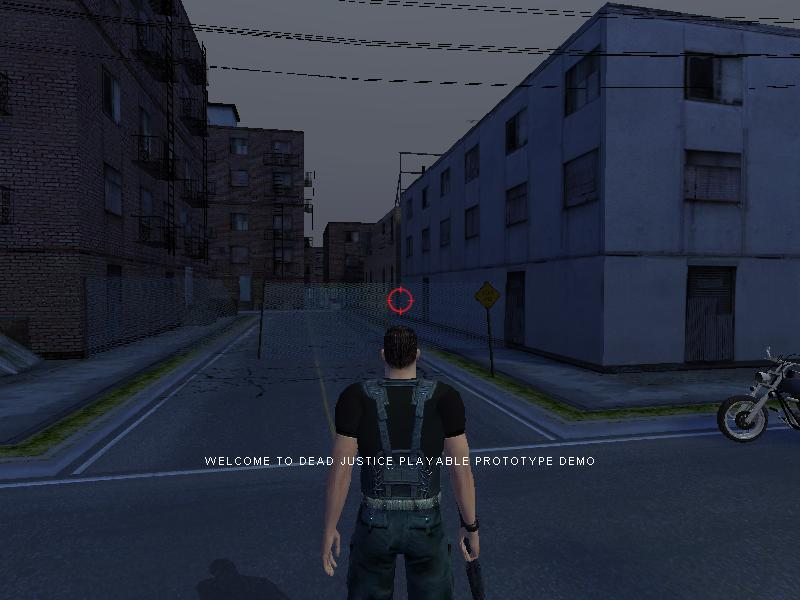
Représentation de dos commune aux jeux de tir à la troisième personne.

Les jeux de tir à la troisième personne, ou tir objectif (ou TPS pour Third-Person Shooter) sont similaires aux jeux de tir à la première personne à la différence que le personnage est vu de dos et parfois avec une perspective isométrique. Le joueur a une vision élargie de l'environnement et sa liberté de mouvement est accrue. Resident Evil 4 et Resident Evil 5 sont des mélanges de TPS et de Survival-Horror
Exemples de jeux : BloodRayne, Brute Force, Messiah, Oni ou Gears of War.

## Aventure

### Fiction interactive

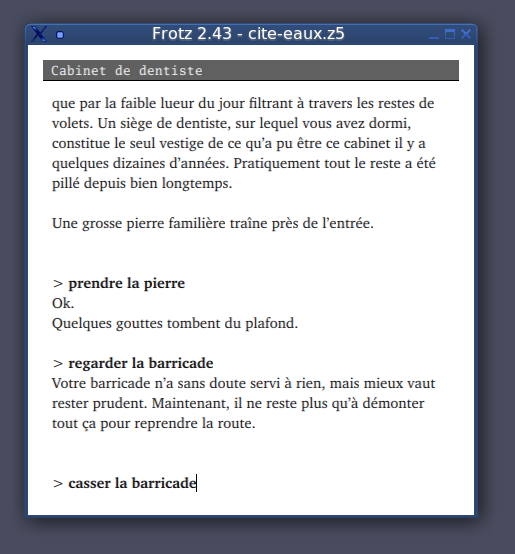
La cité des eaux, un jeu d'aventure textuel récent issu de scène indépendante.

Le jeu d'aventure textuel (ou fiction interactive) est l'un des premiers genres vidéoludiques à être commercialisés à la fin des années 1970, et le précurseur est Colossal Cave Adventure. Ce genre de jeu s'est fait connaître avec la série Zork et a joui d'une certaine popularité dans les années 1980. Le joueur incarne un protagoniste du récit et doit généralement résoudre une série d'énigmes et de casse-têtes à l'aide d'objets ou bien en interagissant avec d'autres personnages.
Les premiers jeux d'aventure étaient proposés sous forme textuelle. Le joueur utilisait le clavier pour saisir des commandes telles que « prendre la corde » ou « aller à l'ouest » et l'ordinateur lui décrivait ce qui se passait.
Quand l'utilisation de graphismes s'est répandu, les jeux d'aventure textuelle ont été peu à peu supplantés par des jeux d'aventure illustrée où les descriptions textuelles étaient moins utiles. Ces jeux d'aventure avec des graphismes requéraient encore la saisie de textes. Aujourd'hui, il existe toujours une communauté d'auteurs et de joueurs actifs de fiction interactive, mais la présence de grandes compagnies sur ce marché est fort rare.
Exemples de jeux : Colossal Cave Adventure ou Zork.

### Aventure graphique
L'utilisation croissante de la souris d'ordinateur est à l'origine des jeux d'aventure du type « pointer-et-cliquer » qui ne nécessitent plus la saisie de commandes. Par exemple, le joueur peut cliquer à l'aide du pointeur sur une corde afin de la ramasser.
À la fin des années 1990, ce type vidéoludique a souffert d'une baisse importante de popularité et les gros titres se sont raréfiés, à un point tel que plusieurs personnes annoncèrent la mort du jeu d'aventure. Cependant, depuis 2005, le jeu d'aventure semblent renaître de ses cendres avec le lancement de jeux tels que Trace Memory, Fahrenheit, Phoenix Wright: Ace Attorney et Dreamfall.
Exemples de jeux : Discworld, Day of the Tentacle, Monkey Island, Gabriel Knight, Grim Fandango, Oddworld : l'Odyssée de Munch, Myst, Police Quest, Runaway, Sam and Max Hit the Road, Syberia ou The Longest Journey.

### Simulation de drague
Les jeux de simulation de drague ou dating sim sont des jeux essentiellement japonais, très rarement exportés en Occident.
L'objectif le plus courant est de sortir avec une femme (il y a généralement plusieurs choix) et de parvenir à un haut niveau relationnel dans un temps limité. Le joueur doit souvent aussi gagner de l'argent, soit en travaillant, soit par d'autres activités. Les attributs du joueur (caractéristiques physiques ou mentales, etc.) ont aussi un rôle important et peuvent être améliorés de diverses façons. Toutes ces activités prennent du temps, qui est en fait perdu pour atteindre l'objectif principal mais peut aider ensuite à aller plus vite. Les durées de ces activités sont censées représenter des durées réelles.
Exemples de jeux : Sakura Taisen ou Meine Liebe.

### Visual novel
Le visual novel (littéralement « roman visuel ») est un type de jeu d'aventure dans lequel les interactions du joueur sont extrêmement restreintes. Le plus souvent, il suffit de faire défiler les textes en appuyant sur une touche. À certaines occasions, le joueur peut choisir entre plusieurs choix sous forme textuelle.
Le visual novel est apparu et s'est presque exclusivement développé au Japon. Les exportations de ce type de jeu en Occident restent encore aujourd'hui du domaine de l'anecdote. Le genre a souvent été utilisé pour scénariser des jeux à caractère érotique ou pornographique (eroge), cela renforçant probablement les difficultés d'exportations.
Exemples de jeux :  Ace Attorney, Radical Dreamers: Nusumenai Hōseki, Clannad, Shuffle!, White Album, Tsukihime, Danganronpa

### Sound novel
Le sound novel (littéralement « roman sonore ») est un type de jeu d'aventure assez populaire au Japon qui est une continuation du genre du jeu d'aventure. La caractéristique principale de ce genre de jeu est de mettre l'accent sur la lecture plutôt que sur la résolution de problèmes, le texte couvrant généralement la totalité de l'écran et les autres éléments visuels étant souvent relégués au second plan ou de style minimaliste. Le son et la musique sont fortement utilisés pour immerger le joueur dans l'histoire. Les interactions se limitent à faire des choix qui ramènent l'histoire à un certain nombre de fins différentes, bien que certains titres aient des récits linéaires sans aucun gameplay qu'on qualifiera de kinetic novel.
Le sound novel est apparu et s'est presque exclusivement développé au Japon. Les exportations de ce type de jeu en Occident restent encore aujourd'hui du domaine de l'anecdote.
Ils sont souvent confondus par les fans à l'international avec les visual novels, genre très similaire qui met en avant les graphismes plutôt que le son et la musique.
Exemples de jeux : La série Sound Novel de Chunsoft (Kamaitachi no Yoru (Banshee's Last Cry)…), la série des When They Cry de 07th Expansion (Higurashi no naku koro ni, Umineko no Naku Koro ni et Kikonia no Naku Koro ni)…

## Action-aventure

### Infiltration
Le jeu d'infiltration est une variante du jeu de tir à la première ou troisième personne où la ruse, la précision et la discrétion se substituent à l'utilisation massive d'armes à feu. Dans ces jeux le personnage contrôlé par le joueur doit se faire discret (en se cachant, en empruntant des passages secrets, en surprenant ses ennemis…) pour remplir les missions qui lui sont confiées. La plupart du temps, les ennemis sont mieux armés que le personnage du joueur ce qui équivaut le plus souvent à la mort de ce dernier s'il y a combat frontal. Exemples de jeux : Dark Project : La Guilde des voleurs, Metal Gear, Hitman : Tueur à gages, Splinter Cell, Tenchu, Batman ou Assassin's Creed.

### Survival horror
Les survival horror placent le joueur dans un univers menaçant et dans lequel il doit survivre. Ces jeux utilisent des éléments traditionnels du film d'horreur pour créer un climat de danger permanent, tels que des monstres (vampires, zombies, dinosaures…), des perturbations atmosphériques et autres éléments morbides. Un des principaux éléments de gameplay est le nombre limité de munitions.
Les principes fondamentaux du genre ont été introduits par le jeu Alone in the Dark, mais le survival horror doit sa popularité à la série Resident Evil, qui met le joueur aux mains de protagonistes luttant contre une organisation pharmaceutique, Umbrella, responsable d'un virus qui transforme les gens en zombies.
Exemples de jeux : Silent Hill, Forbidden Siren, Condemned: Criminal Origins, Project Zero ou Resident Evil, Fatal Frame.

## Jeu de rôle

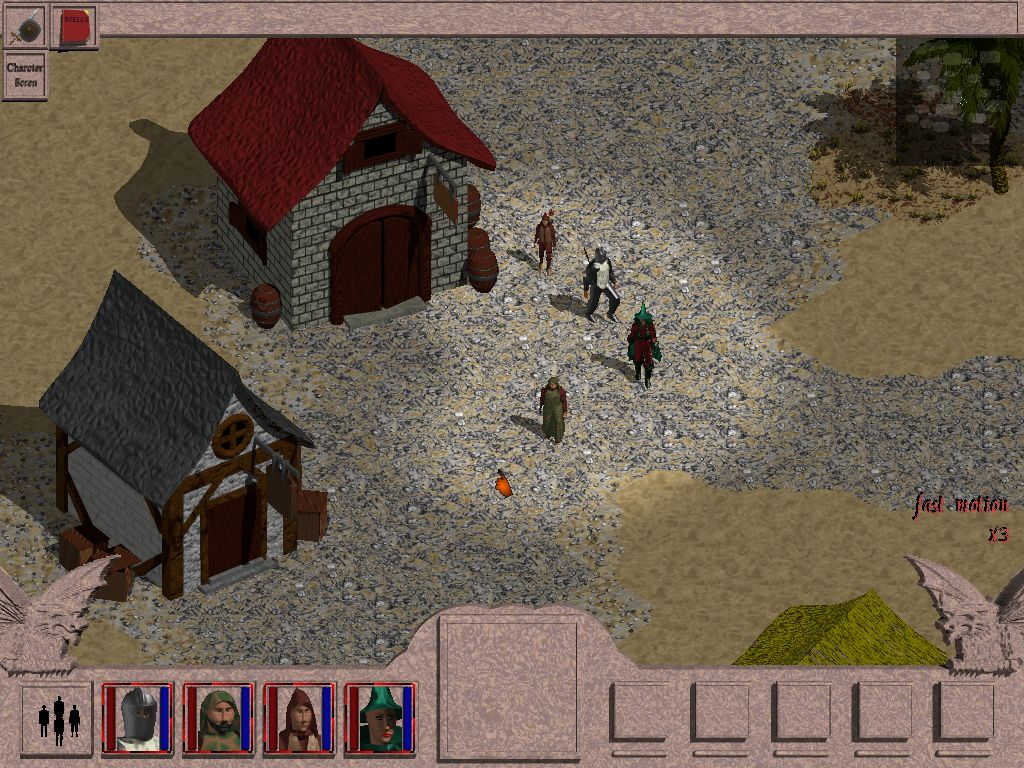
Représentation répandue parmi les jeux vidéo de rôle occidentaux sur micro-ordinateur dans les années 1990.

Les jeux vidéo de rôle (ou RPG pour Role Playing Game) s'inspirent des jeux de rôle sur table tel que Donjons & Dragons. La majorité d'entre eux invite le joueur à incarner un ou plusieurs « aventuriers » qui se spécialisent dans un domaine spécifique (combat, magie, etc.) et à les faire progresser à l'intérieur d'une intrigue linéaire. Cependant, des jeux tels que ceux de la série The Elder Scrolls offrent une liberté quasi totale. L'environnement varie beaucoup d'un jeu à l'autre, mais un des thèmes les plus fréquents est le médiéval fantastique. À mesure que progresse l'histoire, les personnages développent leurs compétences grâce à l'expérience acquise au cours des combats (une caractéristique essentielle des jeux de rôle). Le joueur peut équiper les personnages avec des armes, armures, casques, etc., trouvés ou achetés dans des échoppes.
Les rogue-like, ancêtres des RPG modernes, sont apparus dans les années 1980. Graphiquement simples, ils s'inspirent du jeu Rogue. Au tournant de cette décennie, les jeux Final Fantasy et Dragon Quest sont à l'origine d'une vague de jeux de rôle populaires qui perdurent encore aujourd'hui.
Au fil des ans, les sous-genres jeu de rôle d'action (Action-RPG) et jeu de rôle tactique (Tactical RPG) apparaissent. Le premier amalgame jeu d'aventure et jeu de rôle comme dans la série Seiken densetsu dans lequel les combats sont en temps réels. Le second se caractérise par des déplacements de type jeu d'échecs et un gameplay fortement axé sur la stratégie. Fire Emblem, Shining Force, Final Fantasy Tactics, Disgaea: Hour of Darkness et Hoshigami en sont des exemples.
Il y a bien d'autres sous-genres au jeu de rôle dont le Dungeon crawler qui se déroule dans des donjons à niveaux où la difficulté est croissante.
À la fin des années 1990, alors qu'Internet est en pleine expansion, un nouveau type de jeu de rôle apparaît, le jeu de rôle en ligne massivement multijoueur (MMORPG). Ce type de jeu exclusivement multijoueur innove, notamment, par la mise en place d'univers fonctionnant 24 h sur 24 appelés « mondes persistants ». EverQuest et Dark Age of Camelot sont deux exemples très connus.
Enfin, de manière générale, on distingue deux grands groupes de RPG :
- Le RPG « japonais » : fortement inspiré par la culture manga ou japonaise, le RPG japonais (Dragon Quest, Final Fantasy, Phantasy Star, etc.) présente généralement un aspect graphique assez coloré et plutôt joyeux. Très linéaire, il accorde une grande importance aux sentiments, au scénario, à la musique et à la personnalité des personnages. Un genre particulier, appelé eroge (pour Erotic Game), regroupe tous les jeux de rôle ayant un thème ou des scènes à connotation érotique.
- Le RPG « occidental » : beaucoup plus proche du jeu de rôle sur table, les RPG occidentaux (Dark Souls, Oblivion, Diablo, Baldur's Gate, etc.) offrent au joueur une totale liberté dans l'univers du jeu. En revanche, la personnalité des personnages et le scénario sont souvent plus effacés.

### Jeu de rôle d'action
Le jeu de rôle d'action (ou Action-RPG) est un jeu de rôle incorporant des concepts de jeu d'action. Les combats se déroulent généralement directement dans les niveaux sans entrer dans une arène de combat et les coups sont portés en temps réel en appuyant sur un bouton.
Exemples de jeux : The Legend of Zelda: Breath of the Wild, Dark Souls, Seiken densetsu, Fable, Kingdom Hearts, Mass Effect.

### Hack'n'slash
Les Hack'n'slash (Tailler et trancher) utilisent un principe très simple : le joueur doit mener une quête à bien en allant dans des donjons, où il trouvera des objets et en revenant chercher son butin. Le plus grand exemple de Hack'n'slash le plus célèbre à nos jours est Diablo. Le Hack'n'slash est dérivé du A-RPG mais se présente plus brièvement et son gameplay résulte de plus de simplicité.

### Rogue-like

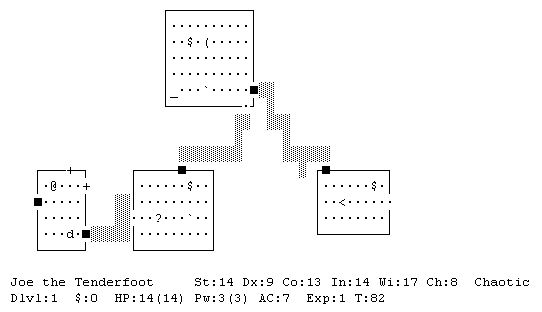
NetHack, un rogue-like.

Les rogue-like sont des jeux vidéo de rôle inspirés par le jeu Rogue, sorti en 1980. Traditionnellement, le joueur y explore un ou plusieurs souterrains générés aléatoirement et représenté en caractères ASCII.
Par extension, on parle parfois de rogue-like pour des jeux de rôle se déroulant principalement dans un ou plusieurs souterrains ou donjons.
Exemples de jeux : Rogue ou NetHack.

### Jeu de rôle en ligne massivement multijoueur

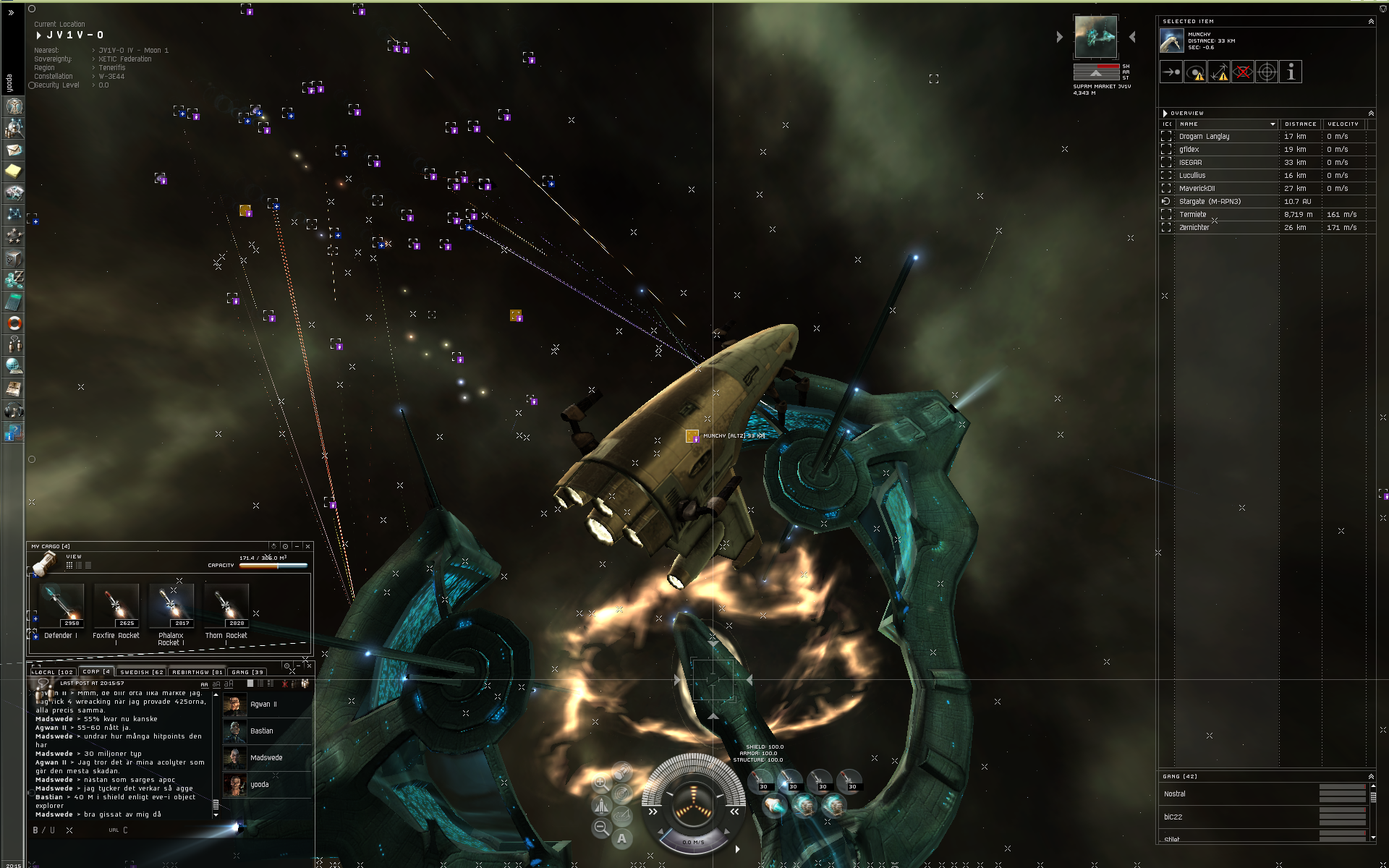
EVE Online, un MMORPG à environnement futuriste.

Les jeux de rôle en ligne massivement multijoueur sont des mondes virtuels dans lesquels des centaines ou des milliers de joueurs peuvent interagir ensemble et en même temps par le biais d'un réseau comme Internet. La plupart de ces jeux fonctionnent sur le principe de l'abonnement.
Les jeux de rôle en ligne massivement multijoueur (abrégé en MMORPG (Massively Multiplayer Online Role-Playing Game)) sont apparus dans la seconde moitié des années 1990, comme une variante commerciale et graphique des multi-user dungeon (abrégé en MUD) qui existaient depuis 1979. Le concept massivement multijoueur a été rapidement implanté pour d'autres types vidéoludiques :
- Les jeux de rôle en ligne massivement multijoueur à univers médiéval-fantastique (fantasy MMORPG) sont actuellement[C'est-à-dire ?] les jeux de rôle en ligne les plus répandus.
- Les jeux de rôle de science-fiction en ligne massivement multijoueur (sci-fi MMORPG) représentent une plus petite partie du marché des jeux de rôle en ligne. L'un des premiers est Anarchy Online.

Exemples de jeux : Ultima Online, EverQuest, Final Fantasy XI, Lineage, World of Warcraft, Guild Wars, Aion ou EVE Online, Star Wars: The Old Republic, Grand Fantasia, Dofus.

### Jeu de rôle tactique
Le jeu de rôle tactique (ou Tactical-RPG) est un genre dérivé du jeu de rôle empruntant au jeu de tactique au tour par tour. La particularité de ce type de jeu de rôle vient du système de combat. Le joueur contrôle son équipe et doit souvent faire face à une équipe de force équivalente ou supérieur. La réussite des combats réside principalement dans le bon placement des unités en fonction de leurs spécialisations et des caractéristiques du terrain.
Exemples de jeux : Tactics Ogre: Let Us Cling Together, Bahamut Lagoon, Dragon Force, Final Fantasy Tactics, Valkyria Chronicles, Shining Force III, Disgaea: Hour of Darkness, Fire Emblem, Kessen.

## Réflexion

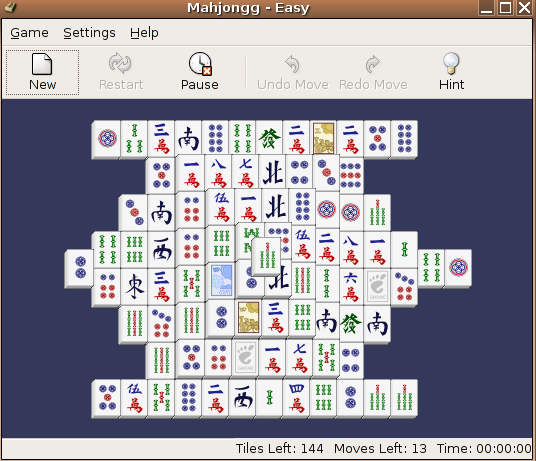
Un jeu de Mah-jong.

Les jeux vidéo de réflexion amènent le joueur à résoudre des casse-têtes, des énigmes, des dédales, etc. De manière générale, ce type vidéoludique fait appel à la capacité de réflexion du joueur. Il emprunte souvent des éléments provenant du jeu d'aventure (par exemple : The Lost Vikings, Katamari Damacy, etc.).
Nombre de jeux de réflexion traditionnels ont été portés sur ordinateur notamment le jeu d'échecs, le jeu de dames, le mah-jong, les jeux de cartes, etc. Les adversaires contrôlés par l'ordinateur offrent habituellement un bon niveau de défi.
Exemples de jeux : Bomberman, Boulder Dash, Qix, Gobliiins, Kuru Kuru Kururin, Sokoban, Duel Quiz, Lemmings ou Pang, Professeur Layton.

### Labyrinthe
Dans les jeux de labyrinthe, le joueur incarne un héros prisonnier d'un labyrinthe. Suivant le jeu, le but du joueur peut être d'échapper à des ennemis, eux aussi prisonnier du labyrinthe, tout en essayant de parcourir tout le labyrinthe ou de collecter des objets disséminés dans le labyrinthe. Bien souvent, le labyrinthe est de type rhizome.
Exemples de jeux : Pac-Man, Mr. Do! ou Dig Dug.

### Puzzle

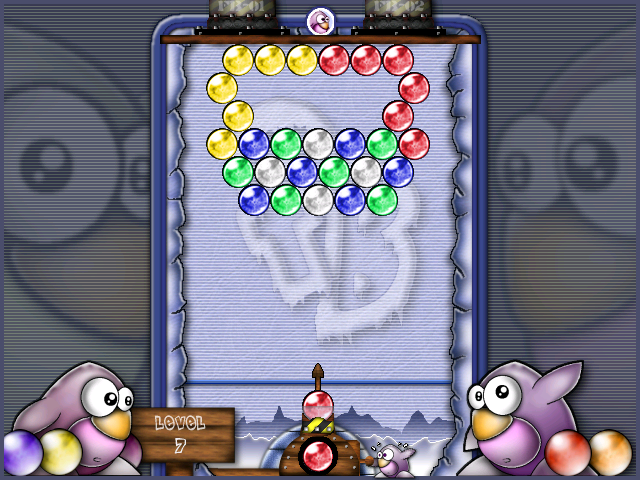
Frozen Bubble, un jeu liant puzzle et rapidité.

Le jeu de puzzle est un jeu de réflexion dans lequel le joueur doit assembler des pièces ou explorer des lieux complexes tel qu'un dédale. Ce genre flirte fréquemment avec le jeu d'aventure et le jeu éducationnel. Quelques jeux d'arcade, en particulier Tetris et ses variantes, sont couramment décrits comme étant des jeux de type puzzle en dépit du fait que le gameplay repose sur la coordination œil-main et les réflexes plutôt que sur la réflexion et la logique.
Le jeu de puzzle est une expression vague souvent employée par défaut pour catégoriser des jeux « inclassables », notamment les jeux aux concepts abstraits. Par exemple, avant d'être catégorisés en tant que tel, les « jeux de rythme et de musique » étaient parfois appelés jeux de puzzle.
Exemples de jeux : Puzzle Bobble, Puyo Puyo, Tetris, Columns ou Dr. Mario.

## Simulation
Exemples de jeux : Creatures, Animal Crossing, A-Train, Airline Tycoon ou Les Sims 2.

### Gestion
Dans les jeux de gestion, le joueur endosse le rôle d'un planificateur ou d'un patron devant construire et gérer un espace de vie (une ville), de loisir (un parc d'attraction) ou même tout un peuple, par exemple, en fournissant de la nourriture, un abri, des soins médicaux, un ressourcement spirituel, des loisirs, une croissance économique, etc. à ses administrés ou à ses sujets. Le succès de cette entreprise est étroitement lié à son talent de gestionnaire évalué selon la fluctuation des profits et du degré de satisfaction des individus. Dans le cas d'un jeu de gestion urbaine, lorsqu'il y a une hausse des capitaux et que les individus jouissent d'un style de vie amélioré (logement, santé, biens), cela signifie qu'il a atteint son objectif de mener à bien le destin de sa ville. Bien que le but principal soit d'avoir une économie forte, il incombe également au joueur d'assurer un certain développement militaire afin que sa ville puisse être un lieu de sécurité et de paix.
Exemples de jeux : Caesar, Pharaon, SimCity, Stardew Valley, Theme Park, RollerCoaster Tycoon ou Zoo Tycoon.

### God Game
L'un des sous-genre du jeu de simulation est le « jeu de simulation divine » (ou God Game) dans lequel le joueur, incarnant une divinité, doit faire croître et prospérer un peuple au moyen d'immenses pouvoirs
Exemples de jeux : Black and White, Populous, Babel Rising, Spore ou From Dust.

### Simulation de véhicule
Les jeux de simulation de véhicule visent à reproduire de manière réaliste les sensations ressenties aux commandes d'une voiture, d'un avion, d'un tank, d'un train, etc. Ils tiennent compte des lois de la physique, des limites de la réalité et d'un certain nombre de paramètres du comportement propre aux engins pilotées.
Exemples de jeux : BeamNG.drive( simulations extrêmement pointue de voitures) Falcon, FlightGear, Flight Simulator (simulations d'avion) ; Elite, I-War, Privateer (simulations spatiales) ; Mechwarrior, Steel Battalion (simulations de robot) ; Silent Hunter (simulation de sous-marin) ; Grand Prix Legends.

## Stratégie
Les jeux de stratégie nécessitent une réflexion habile et prudente et un bon sens de la planification en vue d'obtenir la victoire. Il y a deux types de jeux de stratégie : le jeu de stratégie au tour par tour et le jeu de stratégie en temps réel. Ceux-ci sont soit « stratégiques » (accumulation de ressources et combat) soit « tactiques » (axé seulement sur le combat). La plupart des jeux de stratégie donnent au joueur le contrôle d'une région spécifique ou d'une armée. Le commerce, la construction et la gestion des affaires diplomatiques sont divers facteurs parmi tant d'autres que le joueur peut influencer. Certains jeux, tel ceux de la série Civilization, simulent plusieurs périodes historiques.
De façon générale, le joueur incarne un personnage puissant, parfois même Dieu, commandant à l'ensemble de ses unités, qu'il perçoit d'en haut, comme vues depuis le ciel. Il peut lancer la production de nouvelles unités pour renforcer son armée ou renouveler les unités perdues au combat. Pour cela, il doit accumuler des ressources (nourriture, bois, pierre, or, etc.) afin de construire des bâtiments, produire (des biens, des armes, etc.) ou encore améliorer les connaissances technologiques.

### Stratégie au tour par tour
Les jeux de stratégie au tour par tour sont les premiers jeux de stratégie à avoir été développés. Comme pour le jeu d'échecs et les jeux de cartes, chaque joueur joue son tour selon un ordre déterminé. Ainsi, les parties peuvent être très longues.

### Stratégie en temps réel

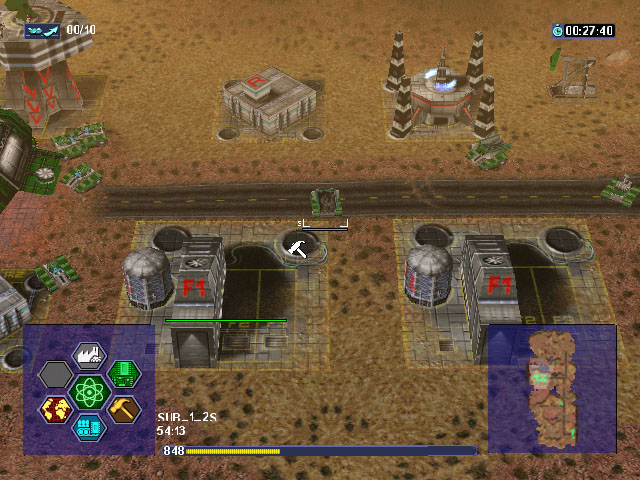
Warzone 2100, un des premiers jeux de stratégie en temps réel en trois dimensions.

Les jeux de stratégie en temps réel (aussi appelés RTS pour Real Time Strategy) permettent aux joueurs de jouer simultanément. L'habileté et la vitesse sont importantes, et les parties sont plus rapides qu'en « tour par tour ». Ce type de jeu est apparu dans les années 1990 avec le développement de l'informatique. Dune II : La Bataille d’Arrakis en fut le premier représentant.
Exemples de jeux : Command and Conquer, Warcraft III: Reign of Chaos, Age of Empires II: The Age of Kings, StarCraft ou Cossacks: European Wars.

### Grande stratégie
La grande stratégie est un type de jeu de stratégie qui se distingue des deux types précédents car les jeux de grande stratégie sont généralement en temps réel et placent le joueur à la tête de toute une nation. Bien que ces jeux soient en temps réel, ils ne sont pas appelés comme tel car ils sont nettement différents des jeux reconnus comme étant des jeux de stratégie en temps réel. Leur gameplay couvre donc de nombreux domaines de la géopolitique tel que la politique, l'économie, la religion, la diplomatie et la guerre. Certains de ces jeux sont axés sur la guerre, la logistique et la stratégie militaire, tandis que d'autres se concentrent sur d'autres éléments de la géopolitique comme la politique et la diplomatie avant la guerre. Dans de nombreux cas, les jeux de grande stratégie peuvent être considérés comme une sous-catégorie des wargames.
Exemples de jeux : Hearts of Iron 3, Europa Universalis 3, Victoria 2, Crusader Kings 2, Supreme Ruler 2020, Hegemony.

### 4X

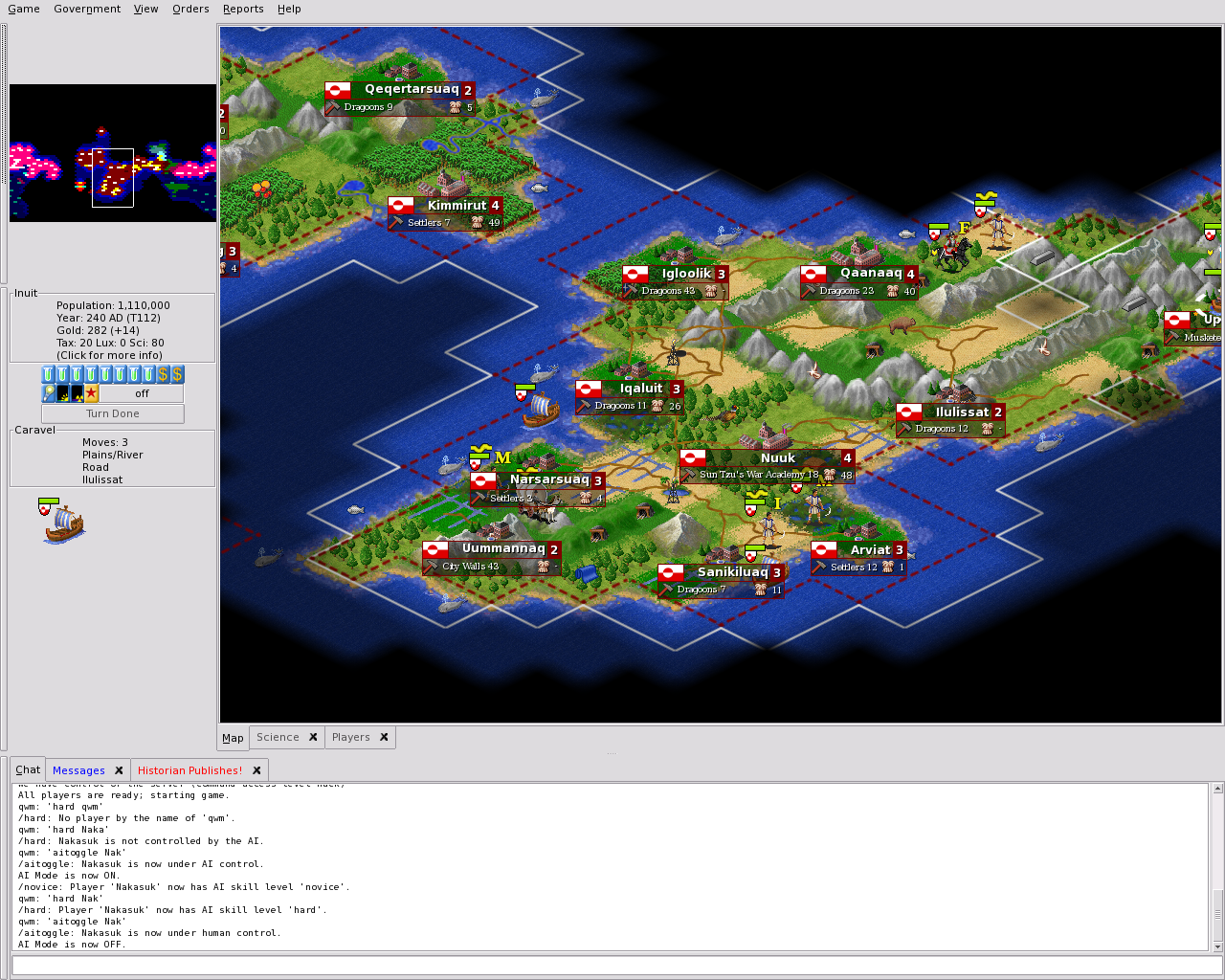
Freeciv, un jeu 4X largement inspiré de Civilization.

Le jeu 4X est un genre au confluent du jeu de stratégie et du jeu de gestion. Les jeux 4X sont réputés pour leur profondeur et leur système de jeu complexe. L'accent est mis sur le développement économique et technologique d'un empire virtuel que le joueur doit mener à la suprématie. Jouer une partie complète dure en général très longtemps car la gestion d'un empire étendu demande beaucoup de micromanagement.
Les jeux 4X se distinguent des jeux de stratégie classiques notamment par un système d'évolution des unités et des bâtiments via la progression dans un arbre des technologies, par des combats qui se déroulent dans une interface séparée de l'interface de gestion de l'empire et par une complexité des mécanismes de jeu plus importante.
Exemples de jeux : Civilization II, Master of Orion, Call to Power II, Galactic Civilizations, Sins of a Solar Empire.

### Wargame
Le terme "Wargame" peut englober presque toutes les formes de jeux de stratégie guerrier, mais son acceptation par le public met l'accent sur la volonté de simulation. Inspiré du Kreigspiel a destination des officiers en apprentissage, le Wargame vidéoludique souhaite offrir une vision plus réaliste de la gestion d'une guerre ou d'une bataille. La plupart se concentre sur une approche purement tactique (déroulement d'une bataille) et d'autre offrent également quelques mécaniques de gestion tout en restant orienté guerre pure, comme la série des Total War.

## Autres genres

### Sport
Les jeux de sport regroupent de nombreuses disciplines tels que le golf, tennis, football, hockey sur glace, équitation, etc. Une grande majorité d'entre eux, notamment Tony Hawk's Pro Skater, permettent au joueur de contrôler non pas un personnage fictif, mais un athlète réel. Il participe directement à l'action. D'autres, tel que dans L'Entraîneur, proposent au joueur de diriger un entraîneur dont le but évident est de mener son équipe à la victoire. L'objectif n'est plus d'enfiler les buts ou les points, mais de gérer l'alimentation et l'entraînement physique des joueurs, la mise au point de tactiques, etc.
Ce type vidéoludique est l'un des plus anciens de l'histoire des jeux vidéo et demeure aujourd'hui populaire.
Exemples de jeux : la série Tony Hawk's Pro Skater, FIFA Football ou Virtua Tennis, Kinect Sports, Wii Sports Resort.

### Course

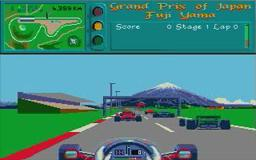
Vroom, un jeu de course de Formule 1 de 1991.

Les jeux de course placent le joueur aux commandes d'un véhicule et celui-ci doit effectuer un nombre déterminé de tours de piste et lutter contre d'autres pilotes, en vue d'obtenir une place sur un podium. D'autres fois, il faut simplement atteindre la ligne d'arrivée ou réaliser le meilleur temps. Ce type vidéoludique s'inspire directement des sports automobiles réels qu'il simule ou non.
Apparu au tournant des années 1970, ce type de jeu demeure très populaire aujourd'hui et continue de pousser toujours plus loin le réalisme visuel et physique. On distingue deux sous-genres distincts : le jeu de course d'arcade et le jeu de course de simulation. Le premier tend à exagérer la conduite automobile et à s'éloigner fortement de la réalité (exemples : passer une épingle à 200 km/h en dérapant, tirer un missile, moteur surpuissant, etc.). A contrario, le jeu de course de type simulation essaie autant que possible de respecter la réalité et les caractéristiques de véhicules réels. Certains jeux appartenant à ce sous-genre permettent au joueur de participer à des évènements de course automobile réels tels que l'Indianapolis 500 ou le rallye Dakar.
Une variante des jeux de course d'arcade est le jeu de course de combat qui introduit divers obstacles et la possibilité d'utiliser des armes pour se défendre et/ou attaquer. La série Mario Kart et celle de WipEout en sont des exemples.
Exemples de jeux : 
- Arcade : Ridge Racer, Mario Kart, Burnout, Out Run ou Excitebike
- Simulation : Gran Turismo, GTR, Forza Motorsport ou rFactor.

## Rythme

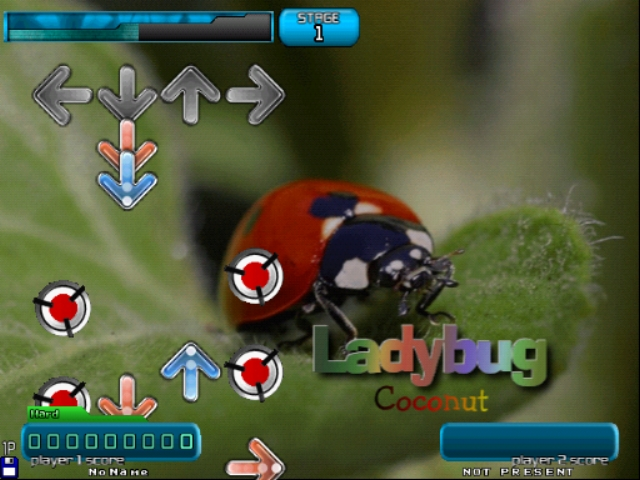
StepMania, un jeu de rythme.

Les jeux vidéo de rythme sont habituellement des jeux d'arcade dont le but est de suivre une séquence de mouvements ou maintenir un rythme particulier. Les jeux se jouent à l'aide du clavier ou d'une manette de jeu. D'autres requièrent un tapis de danse ou une réplique d'un instrument de musique.
Ce type vidéoludique apparaît à la fin des années 1990 en même temps que la popularité grandissante du rap et le succès de Dance Dance Revolution. La série des Guitar Hero, dont le premier opus est sorti en 2005, a grandement popularisé le genre. La musique JOUE également un rôle important dans un jeu de combat, Def Jam: Icon, dans lequel les coups sont portés au rythme de la musique.
Occasionnellement, la musique fait partie intégrante du gameplay. C'est notamment le cas des jeux Rez, Lumines et Meteos.
Exemples de jeux : OSU, Amplitude, beatmania IIDX, Donkey Konga, Pop'n Music, Rhythm Paradise, Taiko no Tatsujin, In the Groove, Para Para Paradise, Guitar Hero, Hatsune Miku: Project DIVA ou Dance Dance Revolution.